# Peter Lindmark
Pour les articles homonymes, voir Lindmark.
Temple de la renommée du hockey suédois : 2012
Peter "Pekka" Lindmark (né le 8 novembre 1956 à Kiruna en Suède) est un joueur professionnel suédois de hockey sur glace. Il évolue au poste de gardien de but.

## Biographie

### Carrière en club
Il commence sa carrière en senior dans la Division 2 avec son club formateur du IFK Kiruna en 1974. Le club accède à la Division 1 un an plus tard. En 1979, il signe au Timrå IK. Il découvre l'Elitserien en 1981. Il remporte le Trophée Le Mat en 1986 et 1988 avec le Färjestads BK puis en 1992 et 1994 avec les Malmö Redhawks. Il met un terme à sa carrière en 1998 après quelques matchs sous les couleurs du Luleå HF.

### Carrière internationale
Il représente la Suède au niveau international. Il est champion du monde en 1987 et 1991 et médaillé d'argent en 1981 et 1986. Il prend part aux Jeux olympiques de 1988 où la Suède décroche le bronze. Il est finaliste de la Coupe Canada 1984.

## Trophées et honneurs personnels

### Elitserien
- 1981 : remporte le Guldpucken.
- 1987 : remporte le Casque d'or.

### Championnat du monde
- 1981 : nommé meilleur gardien.
- 1981 : nommé dans l'équipe type.
- 1986 : nommé meilleur gardien.
- 1986 : nommé dans l'équipe type.